# 安德魯·格恩
安德魯·格恩（Andrew Gwynne，1974年6月4日—）是一位英格蘭政治人物，他的黨籍是工黨。自2005年開始，他擔任登頓和里迪什選區選出的英國下議院議員。他已經結婚並有兩個孩子。